# Yūri!!! On Ice
Yūri!!! On Ice (jap. ユーリ!!! on ICE) ist eine Anime-Fernsehserie des Studios MAPPA aus dem Jahr 2016. Die Sport-Serie, welche sich um Eiskunstlauf dreht, erscheint parallel zu ihrer Ausstrahlung in Japan über Streamingdienste wie Crunchyroll international, unter anderem mit deutschen Untertiteln.
Der Anime thematisiert die Beziehungen zwischen den drei Protagonisten Yūri Katsuki, einem japanischen Eiskunstläufer, dessen Vorbild Victor Nikiforov, der als renommierter russischer Eiskunstläufer bereits den Status eines Weltmeisters trägt, und Yuri Plisetsky, einem weiteren russischen Eiskunstläufer, der zusammen mit Yūri beim Grand-Prix-Finale antritt, wobei Victor die Rolle des Trainers von Yūri einnimmt.
Yūri On Ice wurde bei den Tokyo Anime Awards 2017 als beste Fernsehserie des vergangenen Jahres ausgezeichnet. MAPPA arbeitete ab 2017 an einem Film zu Yuri On Ice mit neuem Inhalt.
Die Produktion des Films wurde im April 2024 nach langen Diskussionen eingestellt.

## Handlung
Der japanische Eiskunstläufer Yūri Katsuki (勝生 勇利) hat es mit 23 Jahren geschafft, am Grand-Prix-Finale teilzunehmen und trifft dort auf sein großes Vorbild, den Russen Victor Nikiforov. Doch Yūri ist in schlechter Form und wird Letzter in der Gesamtwertung. Bald darauf passiert ihm das auch bei der Nationalen Meisterschaft und weiteren Wettkämpfen ganz ähnlich, sodass er niedergeschlagen und erstmals nach fünf Jahren Studium und Training nach Hause zurückkehrt. In seiner Heimatstadt Hasetsu auf der Insel Kyūshū wird er zwar freundlich von Familie und Freunden empfangen – im Ort ist er trotz der Niederlagen eine Berühmtheit – doch er zieht sich zunächst zurück ins Badehaus seiner Familie. Schließlich fasst er wieder Mut und läuft in der Eishalle der Stadt vor seiner Kindheitsfreundin ein Programm, das er sich bei Victor Nikiforov abgeschaut hat. Doch deren Töchter filmen ihn und laden das Video im Internet hoch, wo sich diese beeindruckende Kopie des berühmten russischen Eiskunstläufers schnell verbreitet. Schließlich sieht sie Victor Nikiforov selbst. Ihm war Yūri auf dem Bankett nach dem Grand Prix begegnet, wo sich beide betrunken haben und Victor sich in ihn verliebt hat. Yūri hatte die Nacht vergessen, doch nun kommt Victor nach Hasetsu, um Yūri zu trainieren. Dieser ist begeistert, von dem trainiert zu werden, den er seit der Kindheit verehrt. Doch ist Victor überraschend streng, aber auch offenherzig.
Nach Victors Ankunft folgt ihm bald Yuri Plisetsky. Der 15-Jährige gewann die Jugendweltmeisterschaft, hasst Yūri für dessen Versagen beim Grand-Prix-Finale und will nun unter Victors Training – wie von diesem versprochen – ein erfolgreiches Debüt bei den Erwachsenen feiern. Das fordert er von Victor ein, der einen Wettkampf der beiden Sportler vorschlägt. In der Vorbereitung unter Victors Anleitung müssen sich beide einen neuen Zugang zum Eiskunstlauf erarbeiten – Yuri weniger aggressiv, Yūri dafür leidenschaftlicher. Schließlich kann Yūri im Wettkampf überzeugen und Victor bleibt dabei, nur sein Trainer zu werden. Gemeinsam arbeiten sie daran, dass Yūri in der nächsten Saison den Grand Prix gewinnt. Zugleich kommen sie sich näher.
Zu Beginn der neuen Saison kündigt Yūri groß an, den Sieg des Grand Prix anzustreben – mit der Zuversicht, die er durch die Liebe gewonnen hat. „Liebe“ macht er auch zum Thema seiner Performance. Zunächst kann er sich leicht beim Nationalen Wettbewerb für die großen Wettbewerbe qualifizieren. Danach trifft Yūri beim Cup of China auf seinen Freund Phichit aus Thailand, mit dem er zusammen studiert hat, und weitere Bekannte. Der Schweizer Christophe Giacometti würde, wie andere Eiskunstläufer, lieber gegen Victor antreten und ihn besiegen als gegen den von ihm trainierten Yūri. Zwar kann dieser beim Kurzprogramm den ersten Platz belegen, verliert vor der Kür am nächsten Tag jedoch seine Zuversicht. Victor konfrontiert ihn schließlich damit, dass er Yūri nicht weiter trainieren wird, wenn er verliert. Daraufhin bricht Yūri in Tränen aus. Danach aber verliert er seine Anspannung und erreicht den zweiten Platz.
Beim Cup of Russia trifft Yūri auf Yuri, der sich schon nach Revanche sehnt. Yuri wird inzwischen von Victors früherem Trainer Yakov trainiert und hat große Fortschritte gemacht. Zugleich lastet großer Druck auch auf den anderen Konkurrenten, die sich zum Grand Prix qualifizieren wollen – nur Christophe und der Kasache Otabek Altin haben ihre Teilnahmen schon in der Tasche. Nach dem für Yūri erfolgreichen Kurzprogramm erreicht sie aus Japan die Nachricht, dass Victors Hund krank ist. Victor reist ab und Yakov soll als Trainer von Yūri einspringen. Verunsichert durch Victors Abwesenheit kann sich Yūri nur knapp qualifizieren – zusammen mit Yuri, Phichit und dem Kanadier Jean-Jacques „JJ“ Leroy. Als Yūri nach Japan zurückkehrt, findet er Victor zusammen mit dem Hund gesund vor. Gemeinsam reisen sie nach Barcelona, wo das Grand-Prix-Finale stattfindet. Zuvor haben sie etwas Freizeit, besichtigen die Stadt und treffen sich mit anderen Grand-Prix-Teilnehmern. In gemeinsamer Runde kurz vor Weihnachten tauschen Yūri und Victor die Goldringe aus, die Yūri zuvor gekauft hatte, um sich bei Victor für alles zu bedanken. Victor präsentiert diese als Verlobungsringe und gelobt vor den anderen, dass sie heiraten, sollte Yūri siegen.
Das Kurzprogramm läuft für Yūri dann jedoch nicht so gut wie erhofft. Noch schlechter gelingt das aber dem bis dahin sehr selbstsicheren JJ. So kann sich Yuri Plisetsky an die Spitze setzen. Am Abend sprechen Victor und Yūri über den Wettbewerb und die Zukunft: Yūri will sich nach dem Grand-Prix von Victor trennen und seine Karriere beenden. Victor weint und ist erbost und sie schieben die Entscheidung auf das Ende des Wettbewerbs. Am nächsten Tag startet JJ, der sich vom Vortag erholt hat, so gut, dass der den Rückstand aufholt. Yūri ist so motiviert bei seinem vielleicht letzten Auftritt, dass er Victors früheren Weltrekord für die beste Bewertung im Freistil bricht. Schließlich tritt als letzter Yuri auf das Eis, der kurz zuvor von Victor erfuhr, dass sein Rivale Yūri vielleicht aufhört. So strengt er sich nun besonders an, um ihn bei dieser Gelegenheit zu überbieten, und gewinnt schließlich knapp vor Yūri Gold. Zusammen mit ihm stehen Yūri als Zweiter und JJ als Dritter auf dem Podest. Yūri entscheidet sich danach, zusammen mit Victor als Trainer seine Karriere weiter zu verfolgen.

## Produktion und Veröffentlichung
Die Serie wurde produziert beim Studio MAPPA. Regisseurin war Sayo Yamamoto, die auch Hauptautorin der Serie war und zusammen mit Drehbuchautor und Designer Mitsurō Kubo die Idee entwickelte. Tadashi Hiramatsu entwarf auf Grundlage von Kubos Entwürfen das Charakterdesign für die Produktion und Toshiharu Mizutani war verantwortlich für die künstlerische Leitung. Die Eiskunst-Choreografien stammen von dem Eiskunstlauf-Meister Kenji Miyamoto.
Die 12 Folgen der Serie wurden vom 6. Oktober bis 22. Dezember 2016 von TV Asahi in Japan ausgestrahlt. Weitere Ausstrahlungen erfolgen bei BS Asahi, STS und NCC. International wird der Anime von Crunchyroll mit diversen Untertiteln, darunter deutsch und englisch, per Streaming veröffentlicht. Funimation lizenzierte eine englisch synchronisierte Fassung.
Volume 1 der Blu-ray verkaufte sich in den ersten drei Tagen 35.453-mal und die DVD 15.425-mal, womit beide die erfolgreichste Serie in ihrer Veröffentlichungswoche waren.

### Synchronisation
| Rolle            | japanischer Sprecher (Seiyū) |
| ---------------- | ---------------------------- |
| Yūri Katsuki     | Toshiyuki Toyonaga           |
| Victor Nikiforov | Jun’ichi Suwabe              |
| Yuri Plisetsky   | Kōki Uchiyama                |

### Musik
Die Musik der Serie stammt von Taku Matsushiba und Tarō Umebayashi. Der Vorspann wurde unterlegt mit History Maker von Dean Fujioka und für den Abspann verwendete man You Only Live Once von Wataru Hatano.
Der Soundtrack zur Serie erschien am 21. Dezember 2016 und stieg auf Platz 3 der Charts ein bzw. Platz 1 der Digitalcharts für Alben. Bis zum 1. Januar 2017 wurden von diesem 56.878 CDs verkauft.

## Auszeichnungen
In den von Crunchyroll initialisierten Anime Awards gewann der Anime Yuri On Ice in den Kategorien Anime of the Year, Best Boy (Yuri K.), Best Animation, Most Heartwarming Scene („Der Kuss“, Folge 7), Best Couple (Yuri K. und Victor), Best Opening und Best Ending.
Bei dem Tokyo Anime Award Festival erhielt Yuri On Ice die Preise „Anime of the Year“ und „Anime Fan Award“, Letzteres basiert auf einer Online-Abstimmung, wobei auch Fans ihre Stimme abgeben durften. Außerdem erhielt der Charakterdesigner und Animateur Tadashi Hiramatsu eine Auszeichnung als „Best Animator“.